# Ligowo (gromada)
Ligowo – dawna gromada, czyli najmniejsza jednostka podziału terytorialnego Polskiej Rzeczypospolitej Ludowej w latach 1954–1972.
Gromady, z gromadzkimi radami narodowymi (GRN) jako organami władzy najniższego stopnia na wsi, funkcjonowały od reformy reorganizującej administrację wiejską przeprowadzonej jesienią 1954 do momentu ich zniesienia z dniem 1 stycznia 1973, tym samym wypierając organizację gminną w latach 1954–1972.
Gromadę Ligowo z siedzibą GRN w Ligowie utworzono – jako jedną z 8759 gromad na obszarze Polski – w powiecie lipnowskim w woj. bydgoskim, na mocy uchwały nr 24/8 WRN w Bydgoszczy z dnia 5 października 1954. W skład jednostki weszły obszary dotychczasowych gromad Dobaczewo, Gozdy, Ligowo, Ligówko, Malanowo Nowe, Osiek i Rokicie ze zniesionej gminy Ligowo w powiecie lipnowskim w woj. bydgoskim oraz obszar dotychczasowej gromady Kokoszczyn ze zniesionej gminy Gójsk w powiecie sierpeckim w woj. warszawskim. Dla gromady ustalono 24 członków gromadzkiej rady narodowej.
1 stycznia 1956 gromadę włączono do powiatu sierpeckiego w woj. warszawskim.
31 grudnia 1959 do gromady Ligowo przyłączono obszar zniesionej gromady Sudragi w tymże powiecie (bez wsi Pawłowo i Żurawiniec).
1 stycznia 1972 do gromady Ligowo włączono wsie Malanówko, Stare Malanowo i Źródła ze znoszonej gromady Mysłakówko w powiecie lipnowskim w woj. bydgoskim.
Gromada przetrwała do końca 1972 roku, czyli do kolejnej reformy gminnej (na uwagę zasługuje fakt że w związku ze zniesieniem gromady Ligowo sołectwo Źródła powróciło do powiatu lipnowskiego w woj. bydgoskim).